# Division de Marines de la république du Vietnam
La division de Marines de la république du Viêt Nam (en vietnamien: Sư Đoàn Thủy Quân Lục Chiến [TQLC] - en anglais: Republic of Vietnam Marine Division [RVNMD]) faisait partie des Forces armées de la république du Viêt Nam. Elle a été créée par Ngo Dinh Diem en 1954, alors qu'il était Premier ministre de l'État du Viêt Nam, qui est devenu la république du Viêt Nam en 1955 comme Corps des Marines vietnamien. Le commandant le plus ancien est le lieutenant-général Le Nguyen Khang. En 1969, la VNMC comptait 9 300 hommes, 15 000 en 1973 et 20 000 en 1975.
La Division de Marines tire ses origines des divisions de commandos marine formés par les français, recrutés et placés sous le commandement de la Marine française, mais officiellement incorporés en 1960. À partir de 1970, les Marines sud-vietnamiens et la division aéroportée se sont considérablement développés, supplantant les Rangers vietnamiens indépendants, basés sur les hauts plateaux du centre, comme unités d'élite les plus populaires auprès des volontaires. Avec les troupes aéroportées, la division des Marines a formé la réserve générale avec la transformation stratégique sous la vietnamisation, avec des unités d'élite et très mobiles destinées à être déployées dans les points d'attaque et les incursions de l'Armée populaire du Viêt Nam. À cette époque, le niveau d'entraînement s'était considérablement amélioré et le général de l'armée américaine Creighton Abrams, qui a supervisé la vietnamisation, a déclaré que les troupes aéroportées et les Marines du Viêt Nam du Sud n'avaient pas d'unités comparables dans l'Armée populaire du Viêt Nam.
Cette division a obtenu un total de 9 citations présidentielles américaines, dont deux pour le 2e bataillon "Crazy Buffaloes".

## Histoire
Le Corps de Marines vietnamien a ses origines pendant la domination française de l'Indochine. L'accord franco-vietnamien de 1949 (Accords de l'Élysée) stipulait que les forces armées vietnamiennes devaient comprendre des forces navales dont l'organisation et la formation seraient assurées par la marine française.
En mars 1952, la marine du Vietnam a été créée. En 1953, les gouvernements français et vietnamien ont convenu d'augmenter la taille de l'armée nationale vietnamienne, de sorte qu'une augmentation de la taille de la marine vietnamienne a également été jugée nécessaire. Alors qu'ils débattaient du contrôle des flottilles fluviales par l'armée de terre ou la marine, le vice-amiral français Philippe Auboyneau proposa pour la première fois l'organisation d'un corps de Marines vietnamien. Lorsque les Français se sont retirés du Vietnam en 1954, le Corps des Marines vietnamiens était une composante de la Marine vietnamienne. Le Corps des Marines se composait d'un quartier général, de quatre compagnies fluviales et d'un bataillon de débarquement. Le 13 octobre 1954, le Premier ministre Ngo Dinh Diem signe un décret gouvernemental créant formellement au sein de l'établissement naval une section d'infanterie, puis d'effectif de brigade, qui sera désignée plus tard sous le nom de Marine Corps (VNMC).

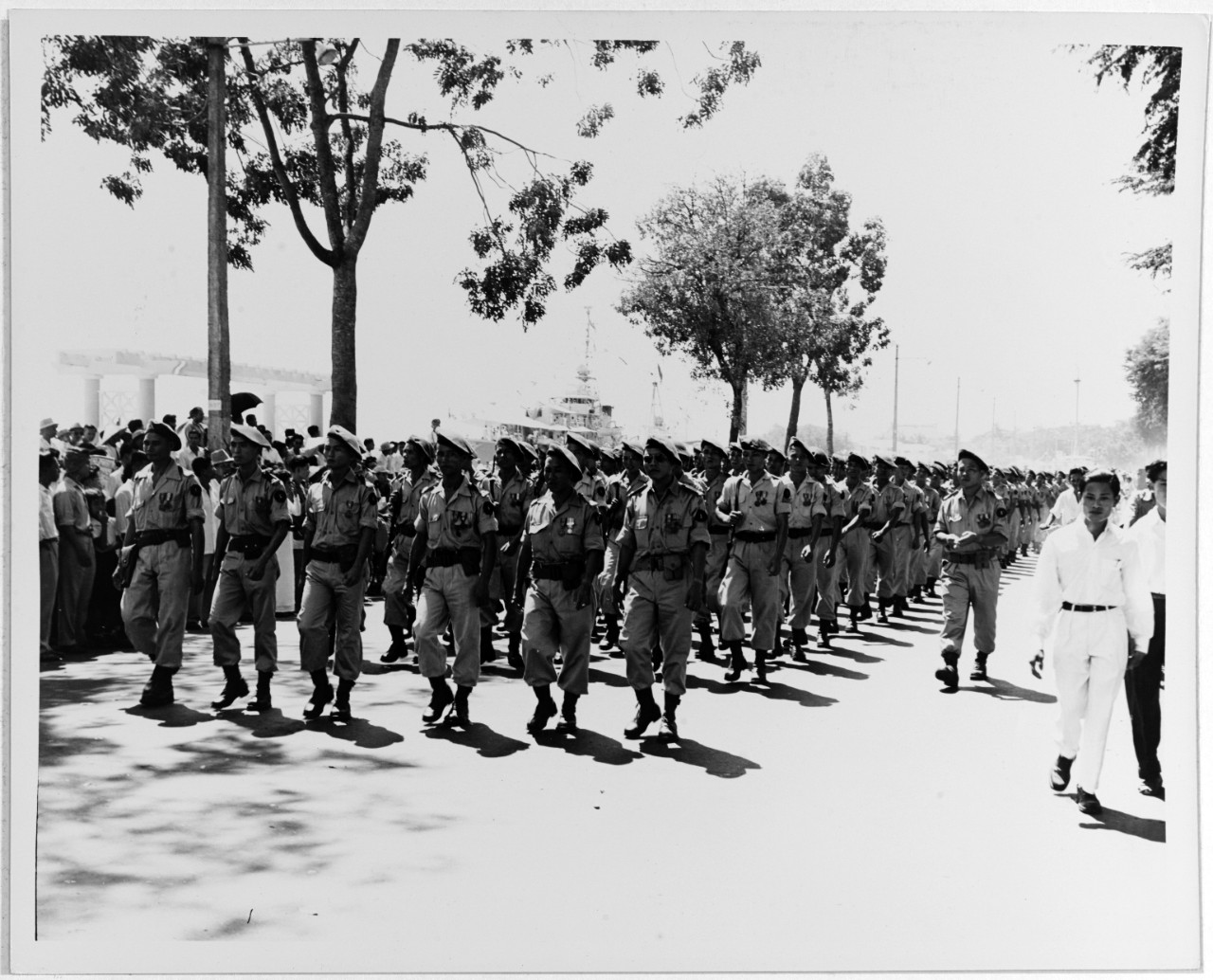
Le 1er bataillon de Marines marche sur Saigon, octobre 1956

Fin décembre 1964, lors de la bataille de Binh Gia, le 4e bataillon de Marines subit 60 % de pertes alors qu'il tentait de secourir une force de Rangers piégée:204.

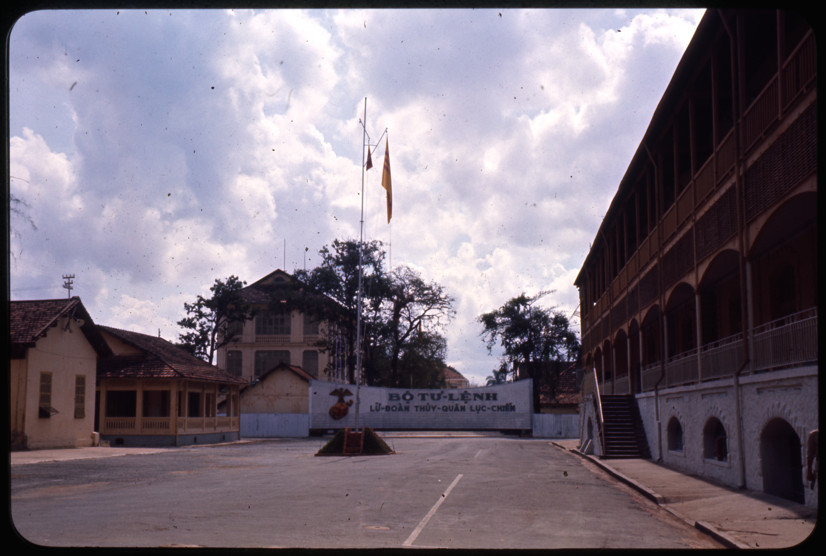
Quartier général du corps des Marines vietnamiens, Saigon, mars 1966

Le 30 mai 1965, lors de la bataille de Ba Gia, le 3e bataillon de marines faisait partie d'un groupe de travail avec le 2e bataillon, 51e régiment d'infanterie, 25e division, le 39e bataillon de Rangers et un escadron de véhicules blindés de transport de troupes M113 pour reprendre Ba Gia qui avait été capturé la veille par le Viet Cong (VC - membres du Front national de libération du Sud Viêt Nam). Le VC a d'abord attaqué le 2e bataillon, 51e d'infanterie, puis a tendu une embuscade au 3e bataillon de Marines alors qu'il tentait de soutenir le 2/51e, forçant les deux unités à se retirer à Phuoc Loc. Le matin du 31 mai, le VC a renouvelé ses attaques en capturant Phuoc Loc et en attaquant les 39e Rangers, infligeant de lourdes pertes. Les pertes totales des Sud-Vietnamiens étaient de 392 hommes tués et portés disparus:51}.
Du 7 au 10 septembre 1965, le 3e bataillon de Marines a participé à l'opération Piranha sur la péninsule de Batangan avec les forces de la marine américaine (US Navy):84.
Du 6 au 22 août 1966, 3 bataillons de Marines ont participé à l'Opération Colorado/Lien Ket 52 avec les 2e et 4e bataillons de l'Armée de terre (Army of the Republic of Vietnam - ARVN), 2e division et des éléments de la 1re division de Marines américaine contre la 2e division de l'Armée populaire du Vietnam (People's Army of Vietnam - PAVN) dans le Quartier de Hiệp Đức:213–20.
Du 6 au 15 janvier 1967, les 3e et 4e bataillon de Marines ont participé à l'Opération Deckhouse Five avec le 1er bataillon, 9e marines dans la province de Kiến Hòa:151.
Du 27 au 31 juillet 1967, le 3e bataillon de Marines a participé à l'opération Coronado II avec le 44e bataillon de Rangers et la Force mobile fluviale américaine (Mobile Riverine Force - MRF) contre les unités VC dans le delta du Mékong:120–5. 
Du 15 au 19 novembre 1967, le 5e bataillon de Marines a participé à l'opération Kien Giang 9-1 avec les 7e et 9e division de l'ARVN et la MRF contre la zone de base 470 du 263e bataillon de VC dans l'ouest de la province de Định Tường. L'opération a rendu le combat du 263e Bataillon inefficace:130–5.
Le 4 décembre 1967, alors qu'il participait à l'opération Coronado IX avec la MRF, une flottille de barges de débarquement Armored Troop Carrier (ATC) transportant le 5e bataillon de Marines a essuyé des tirs à 12 km à l'est de Mỹ Tho du 502e bataillon de la force locale de VC dans une base fortifiée sur la rive ouest du Canal de Rach Ruong. Le VC a attaqué les bateaux avec des roquettes et des armes automatiques et les Marines ont été débarqués au nord de la position du VC et ont envahi la position, tuant plus de 100 VC et dispersant le reste. Peu de temps après, le 3e bataillon américain du 47e régiment d'infanterie débarque au sud du VC. Les combats sont intenses et le 4/47e d'infanterie est débarqué par hélicoptère à l'ouest de la position du VC. Au sud, le 3/47e d'infanterie rencontra la résistance de bunkers VC dispersés qui l'empêchaient de se lier aux Marines. Il y a eu 266 VC tués au total, principalement par des Marines. Les Marines ont perdu 40 tués et 107 blessés, tandis que les Américains ont subi 9 morts et 89 blessés:139–40:135–6.
Au cours de l'attaque de l'offensive du Tết sur l'enceinte de l'état-major interarmées, le 2e bataillon de Marines, avec le 6e bataillon aéroporté et des éléments du 8e bataillon aéroporté, ont combattu le 2e bataillon VC Go Mon attaquant l'enceinte:342–3. 
Le 11 février 1968, pendant la bataille de Hue, la Force opérationnelle de Marines vietnamiens A (Vietnamese Marines Task Force A), comprenant les 1er et 5e bataillon, a commencé à être transportée par hélicoptère dans la garnison de Mang Ca, quartier général de la 1re division dans le coin nord-est de la citadelle de Huế pour remplacer le 1re Force opérationnelle aéroportée (1st Airborne Task Force). Cependant, en raison du mauvais temps, ce déploiement ne serait pas terminé avant le 13 février:197. Le 14 février, la Task Force A des Marines s'est jointe à la bataille. Le plan opérationnel était que les Marines se déplacent vers l'ouest depuis l'aérodrome de Tây Lộc, puis tournent vers le sud, mais ils furent bientôt arrêtés par de solides défenses de la PAVN; après deux jours, les Marines n'avaient avancé que de 400 mètres:204. Le 17 février, les Marines et le 3e régiment ont repris leurs attaques vers le sud, tandis que la Compagnie Black Panther de la 1re division a été déplacée pour soutenir le flanc droit du 1er bataillon américain, 5e régiment de Marines, au cours des 3 prochains jours, ces forces réduiraient lentement le périmètre du PAVN:206. Le 22 février, après un barrage de roquettes de 122 mm, le PAVN a contre-attaqué les Marines qui les ont repoussés avec le soutien de la Compagnie Black Panther. Le 23 février, peu de progrès ont incité le général adjoint du COMUSMACV Creighton Abrams à suggérer la dissolution du Corps des Marines vietnamiens. Dans la nuit du 23 février, le PAVN a tenté une autre contre-attaque mais a été repoussé par des tirs d'artillerie et le 3e régiment a lancé une attaque nocturne le long du mur sud de la Citadelle, à 05h00, ils ont hissé le drapeau sud-vietnamien sur la tour du drapeau de la Citadelle et a procédé à la sécurisation du mur sud à 10h25. Le 2e bataillon, le 3e régiment et la Compagnie Black Panther ont repris la ville impériale contre une résistance minimale en fin d'après-midi. La dernière poche restante de PAVN à l'angle sud-ouest de la Citadelle a été éliminée lors d'une attaque du 4e bataillon de marine aux premières heures du 25 février:210–11. 
Du 11 mars au 7 avril 1968, la brigade de Marines a participé à l'opération Quyet Thang dans la province de Gia Định avec la division aéroportée et la 199e brigade d'infanterie légère américaine pour rétablir le contrôle sud-vietnamien sur les zones immédiatement autour de Saigon à la suite de l'offensive du Têt:460–1.
Après minuit le 20 septembre lors de l'offensive phase III, le 1er bataillon de VC, du 272e régiment, a attaqué un avant-poste des forces régionales dans le hameau de Phước Tân, à 20 km à l'ouest de la ville de Tây Ninh, perdant 35 morts dans le bref assaut. Le 1er bataillon de Marines a été déployé à Phước Tân plus tard dans la journée pour se défendre contre tout nouvel assaut. Ce soir-là, le 271e régiment a attaqué, l'assaut a été repoussé avec un soutien aérien et d'artillerie, tuant 128 VC et 6 capturés. Le 8e bataillon aéroporté a également été déployé à Phước Tân et dans la nuit du 27 septembre, le 272e régiment a de nouveau attaqué, perdant 150 tués:670.
Le 15 janvier 1969, le 1er bataillon de Marines rejoint l'Opération Goodwood avec la 1re force opérationnelle australienne (First Australian Task Force - 1 ATF)) remplaçant la 2e brigade aéroportée:31 Le 20 janvier, ils ont été remplacés par le quartier général du 52e régiment de l'ARVN, renforcé par le 3/52e régiment de l'ARVN et le 5e bataillon de Marines.:39.
Au cours de l'opération Lam Son 719 le 21 mars 1971, les Marines de la base d'appui-feu Delta, au sud de la route 9 au Laos, ont subi d'intenses attaques au sol et d'artillerie. Lors d'une tentative d'extraction de la force, sept hélicoptères ont été abattus et 50 autres ont été endommagés, mettant fin à la tentative d'évacuation. Les Marines ont finalement éclaté de l'encerclement et ont marché vers la sécurité de l'hôtel FSB, qui a ensuite été abandonné à la hâte:269. Après la conclusion de l'opération, les Marines ont été maintenus dans le 1{ {ercorps au lieu de retourner à leur base de Saigon, sans doute pour éviter qu'ils ne répandent des récits sur les pertes subies au cours de l'opération. Un conseiller américain qui a observé les Marines avant et après l'opération a déclaré : "Il s'agissait d'hommes courageux, bien dirigés, bien approvisionnés, qui avaient un certain élan et une certaine confiance en eux lorsqu'ils sont entrés dans l'armée. Lorsqu'ils sont sortis, ils avaient été fouettés. Ils savaient qu'ils avaient été fouettés et ils agissaient comme s'ils avaient été fouettés".

### Offensive de Pâques
Au début de l'année 1972, deux brigades de marines de la réserve générale ont été stationnées dans la province de Quảng Trị sous le contrôle opérationnel de la 3e division récemment formée. La 147e brigade de Marines était basée au camp de Mai Loc (Mai Loc Camp) et la 258e brigade à la base de feu Nancy (Firebase Nancy). Les Marines et le 56e régiment de la 3e division présentent une solide défense orientée vers l'ouest, car on suppose que c'est la direction la plus probable de l'attaque:19. L'offensive commence à midi le 30 mars 1972, lorsqu'un intense barrage d'artillerie s'abat sur les avant-postes de l'ARVN les plus au nord, juste au sud de la zone démilitarisée.
Le 30 mars, la 258e brigade de Marines est déployée vers Đông Hà:43. Tôt dans la matinée du 1er avril, sous la pression de la PAVN, le 4e bataillon de Marines abandonne la base de feu Sarge (Firebase Sarge) et se replie sur le camp de Mai Loc:44–5. Le 1er avril, la PAVN avait percé les positions défensives de l'ARVN le long de la zone démilitarisée (Demilitarized zone - DMZ) et au nord de la rivière Cam Lo. Les unités fragmentées de l'ARVN et les civils terrifiés commençaient à se retirer vers Đông Hà:45. Le commandant de la 3e division, le général Vũ Văn Giai, ordonne un retrait de la division au sud de la rivière Cửa Việt afin que ses troupes réorganisent une nouvelle ligne défensive. En prolongeant la ligne vers le sud, la 147e brigade de Marines tiendrait Mai Loc et sécuriserait les hauteurs le long de la route 9 entre Cam Lộ et Mai Loc:27. 
À 11 heures le 2 avril, le 20e bataillon de chars de l'ARVN avance vers Đông Hà pour soutenir la 258e brigade de marines dans et autour de la ville et défendre les ponts routiers et ferroviaires cruciaux qui traversent la rivière Cua Viet:50–2. Les unités de Marines ANGLICO (Air Naval Gunfire Liaison Company) ont fait appel au tir naval pour frapper les forces PAVN près des ponts sur la rive nord de la rivière et ont détruit 4 chars amphibies PT-76 à l'est de Đông Hà. D'autres chars sont touchés par un Douglas A-1 Skyraider de l'Armée de l'air de la république du Viêt Nam (RVNAF) avant d'être abattu:53. À midi, les chars de la PAVN tentent de forcer le pont routier, mais 6 chars sont détruits par les tirs des M48 Patton du 20e char de l'ARVN:55. Vers 13h00, le capitaine John Ripley, conseiller des Marines, passe sous le pont routier et passe 3 heures à installer des charges de démolition pour détruire le pont. Le pont a sauté à 16h30 et le pont ferroviaire endommagé a été détruit à peu près au même moment, stoppant temporairement l'avancée de la PAVN. Des tirs navals et une attaque de bombardiers Boeing B-52 Stratofortress furent bientôt dirigés contre les forces de la PAVN rassemblées sur la rive nord:56–60. 
Le 2 avril, après plusieurs jours de bombardements et après avoir été encerclé par un régiment PAVN, le colonel Pham Van Dinh, commandant du 56e régiment, se rend à Camp Carroll et à ses 1 500 soldats sans qu'un seul coup de feu ne soit tiré:29–30. Après la perte de Camp Carroll, la 147e brigade de Marines abandonne Mai Loc, la dernière base occidentale, et se replie sur Quang Tri, puis sur Huế. La brigade est remplacée par la 369e brigade de Marines, qui établit une nouvelle ligne de défense sur la base de feu Nancy:30. La prise de Camp Carroll et de Mai Loc permet aux forces de la PAVN de franchir le pont de Cam Lộ, à 11 km à l'ouest de Đông Hà. La PAVN disposait alors d'un accès presque illimité à l'ouest de la province de Quảng Trị, au nord de la rivière Thạch Hãn.
Le 7 avril, les Marines se retirèrent de Đông Hà, laissant la défense au 57e régiment, à la 1re brigade blindée de l'ARVN, au 20e bataillon de chars et aux 4e et 5e groupe de rangers:68. À l'aube du 9 avril, les PAVN lancèrent une attaque, menée par des chars, contre la base de feu Pedro (Firebase Pedro) au sud-ouest de Quảng Trị. Les chars de la PAVN avaient dépassé leur soutien d'infanterie et 9 chars furent perdus dans un champ de mines autour de Pedro. Une force opérationnelle blindée composée de 8 M48 et de 12 M113 du 20e bataillon de chars de l'ARVN fut envoyée d'Ái Tử pour soutenir les Marines à Pedro. Au même moment, un vol de A-1 Skyraiders de la RVNAF arriva au-dessus de la ville et détruisit 5 chars:68–9. Lorsque les blindés de l'ARVN arrivèrent, ils détruisirent 5 T-54 sans pertes et ramenèrent un T-54 capturé à Ái Tử. Les 10 et 11 avril, d'autres attaques de la PAVN sur Pedro furent repoussées au prix de plus de 200 morts de la PAVN estimés:70. Le 23 avril, la 147e brigade de Marines retourna à Ái Tử et la 258e brigade de Marines se redéploya à Huế, laissant son 1er bataillon à la base de feu Pedro sous le contrôle de la 147e brigade:40. 
Le 28 avril, le commandant du 20e bataillon de chars se retire de Đông Hà pour faire face à une force de la PAVN menaçant la base de combat d'Ái Tử; voyant les chars partir, les soldats du 57e régiment paniquent et abandonnent leurs positions, ce qui entraîne l'effondrement de la ligne de défense de l'ARVN:78. Le 7e bataillon de Marines est envoyé à Ái Tử pour aider à la défense de la base:78. À 2 heures le 29 avril, les PAVN attaquent les positions de l'ARVN au nord et au sud de la base et les défenses de l'ARVN commencent à s'effondrer. À midi le 30 avril, le général Giai ordonne un retrait d'Ái Tử vers une ligne défensive le long du sud de la rivière Thạch Hãn et le retrait s'achève à la fin de la journée. [Le 1er mai, ses forces se désintégrant, le général Giai décide que toute défense supplémentaire de la ville de Quảng Trị est inutile et que l'ARVN doit se retirer sur une ligne défensive le long de la rivière Mỹ Chánh, à 13km au sud:82–3:44. La 147e brigade de Marines, qui était la seule unité à conserver une certaine cohésion, quitta la ville dans un convoi blindé et se regroupa le soir même au Camp Evans:45. 
Le 3 mai, le commandant du Ier Corps, le général Hoàng Xuân Lãm, est remplacé par le lieutenant-général Ngô Quang Trưởng, commandant du IVe Corps, et ce changement de commandement ainsi que le renforcement par des forces de la réserve générale stabilisent la position de l'ARVN dans la province de Thừa Thiên:50–3. Le reste de la division de Marines est déployé à Huế et se voit confier la responsabilité du nord et du nord-ouest de la province de Thừa Thiên, tandis que la 1re division se voit confier la responsabilité de la zone située au sud-ouest et au sud de Huế, bloquant toute nouvelle avancée de la PAVN depuis la vallée de l'A Sầu:54. 
Le 8 mai, la 2e brigade aéroportée arrive à Huế et passe sous le contrôle opérationnel de la division sur la ligne My Chanh. La totalité de la division aéroportée arrive fin mai et se voit confier la responsabilité d'un secteur situé entre la division et la 1re division. La 1re division de Marines prend alors le contrôle du 1er Groupe de Rangers qui vient d'arriver de Da Nang:56–7/ 
Le 13 mai, 2 bataillons de la 369e brigade lancent un assaut héliporté par des hélicoptères de la 9e brigade amphibie de marines américaine (9th Marine Expeditionary Brigade - 9th MAB) contre les positions de la PAVN dans le district de Hải Lăng au sud-est de Quảng Trị, balayant la zone avant de retourner sur la ligne My Chanh:57.
Le 21 mai, la PAVN attaque les défenses des Marines pour tenter de reprendre l'initiative. Après une première percée, les PAVN sont repoussés par les 3e et 6e bataillon, qui reprennent leurs positions initiales dans la soirée du 22 mai:57. 
Le 24 mai, avec le soutien du 9e MAB américain, la 147e brigade mena un assaut amphibie à Wunder Beach, à 10 km au nord de la ligne My Chanh, et un assaut héliporté à Co Luy, à 6 km à l'intérieur des terres. La brigade balaya la zone pendant plusieurs jours avant de retourner sur la ligne My Chanh:57–60. 
Le 28 mai, le président Thieu promeut le commandant de la division, le colonel Bui The Lan, au rang de général de brigade à la Cité impériale de Huế:60. 
Du 11 au 18 juin, la division des Marines et la division aéroportée mènent des attaques de sondage pour tester les forces de la PAVN avant le lancement de l'opération Lam Son 72 du général Trưởng pour reprendre la province de Quảng Trị:65. Le plan opérationnel prévoit que les divisions aéroportée et des Marines avancent côte à côte vers le nord-ouest jusqu'à la rivière Thạch Hãn. La division aéroportée se déploie à l'ouest depuis les contreforts jusqu'à la route 1, tandis que la division de Marines se déploie à l'est depuis la route 1 jusqu'à la côte. La ville de Quảng Trị se trouve dans la zone opérationnelle de la division aéroportée, mais le plan prévoit de contourner la ville afin de se concentrer sur la destruction des forces de la PAVN. Pour faire diversion, le 9e MAB américain devait mener un faux assaut amphibie contre l'embouchure de la rivière Cua Viet:106. 
Le 27 juin au matin, le 9e MAB lança sa feinte amphibie contre le Cua Viet, faisant demi-tour à 7 km du rivage.:106 Le 28 juin, l'avancée sud-vietnamienne commença et se heurta rapidement à une forte résistance de la PAVN et des assauts d'hélicoptères furent lancés pour débarquer des troupes derrière les positions de la PAVN:65. Le 29 juin, après des frappes aériennes préparatoires, les 1er et 4e bataillon de Marines furent débarqués par les escadrons d'hélicoptères HMM-164 et HMM-165 près de la zone de Wunder Beach:110. Le 7 juillet, l'avance des troupes aéroportées avait atteint la périphérie sud de Quảng Trị, mais elle s'est enlisée en raison de la défense tenace de la PAVN.:211–3. 
Le 11 juillet, à la suite de frappes préparatoires de B-52, le 1er bataillon de marines est déployé par des hélicoptères HMM-164 et HMM-165 sur deux zones d'atterrissage situées à 2 km au nord-est de la ville afin de couper la route 560, la principale ligne de ravitaillement de la PAVN:113–4. Ce mouvement obligerait les PAVN à se renforcer et à se réapprovisionner en traversant la rivière Thạch Hãn, ce qui les rendrait vulnérables aux frappes aériennes. Les hélicoptères sont accueillis par des tirs antiaériens nourris. Un Sikorsky CH-53 Sea Stallion est touché par un missile SA-7 et s'écrase, entraînant la mort de deux Marines américains et de 45 Marines vietnamiens. Deux Boeing Vertol CH-46 Sea Knight ont été abattus et 25 autres hélicoptères ont été endommagés:113–5. Malgré ces pertes, les Marines se sont déployés avec succès et ont consolidé leurs positions grâce au soutien de l'aviation et de l'artillerie. Après une bataille acharnée de trois jours, le 48e régiment de la division 320B se brisa et se retira vers l'ouest:115–6. 
Le 20 juillet, la division de Marines avait consolidé sa position au nord de la ville de Quảng Trị, tandis que les troupes aéroportées continuaient d'essayer de pénétrer dans la ville. Le 22 juillet, les Marines lancèrent une opération de trois bataillons contre les lignes de ravitaillement de la PAVN au sud de la rivière Cua Viet. Le 5e bataillon devait être débarqué par des hélicoptères HMM-164 à 4 km au nord de la ville, tandis que les deux autres bataillons, soutenus par des chars, attaqueraient au nord, la force combinée se déplaçant ensuite vers le sud-est. L'atterrissage des hélicoptères s'est déroulé sans problème, tandis que l'assaut terrestre a rencontré une forte résistance et n'a pu percer les défenses de la PAVN qu'avec l'appui de l'aviation et de l'artillerie. Au bout de deux jours, les Marines avaient tué 133 PAVN et détruit 3 chars:118–9. 
Le 27 juillet, la division de marines reçut l'ordre de remplacer les unités aéroportées en tant qu'élément principal de la bataille. Mais les progrès sont lents et consistent en de violents combats maison par maison et des barrages d'artillerie incessants de la part des deux camps:121. Le 9 septembre, les 147e et 258e brigade de Marines lancent l'assaut final pour s'emparer de la citadelle lourdement défendue. La citadelle est finalement capturée le 15 septembre:123–6. Entre-temps, entre le 11 et le 15 septembre, le 2e bataillon de Marines avance jusqu'à la rive sud de la rivière Thạch Hãn, où il s'arrête, épuisé et affaibli par de lourdes pertes et incapable de pousser jusqu'à Đông Hà. Au cours de l'opération, les Marines subissent 3 658 pertes:126. 
À la fin du mois d'octobre 1972, l'ARVN et les Marines ont lancé des attaques au nord de Quảng Trị pour tenter de reprendre des positions le long de la rive sud de la rivière Cam Lộ/Cửa Việt. Les attaques se heurtent à une forte résistance de la part des PAVN et sont stoppées au niveau de la rivière Thạch Hãn. En novembre, les Marines lancent une nouvelle attaque depuis la côte et réalisent des gains limités. À la fin de l'année 1972, les Marines et l'ARVN occupent des positions à 5 km au sud de la rivière:129–31. Comme les négociations de paix en cours allaient bientôt aboutir à un cessez-le-feu, l'état-major général interarmées (Joint General Staff - JGS) sud-vietnamien chercha à obtenir les positions les plus avantageuses possibles sur le champ de bataille et ordonna donc un nouvel effort pour reprendre la rive sud de la rivière Cam Lộ/Cửa .Việt:134. Le 15 janvier 1973, la planification d'un assaut final sur Cửa Việt commence. Une unité combinée spéciale appelée Task Force Tango est organisée, composée des 3e, 4e et 5e bataillon de Marines et d'éléments de la 1re brigade blindée. La force opérationnelle est placée sous le commandement du colonel Nguyen Thanh Tri, commandant adjoint de la division:134. L'opération commence à 6h55 le 26 janvier avec la Task Force Tango qui avance en deux colonnes:134. Outre la puissance de feu de l'ARVN, douze bombardiers B-52 de l'US Air Force et les tirs navals de la Septième flotte des États-Unis (Seventh Fleet) sont utilisés pour affaiblir la base de Cửa Việt occupée par les PAVN et entraver les renforts de ces derniers. Les PAVN opposent une résistance farouche à l'attaque, détruisant 26 M-48 et M-113 avec des missiles AT-3 et abattant deux avions de l'Armée de l'air de la république du Viêt Nam avec des missiles SA-7:135. À 1h45 le 28 janvier, les Marines lancent un assaut final et à 7h00, ils ont percé les lignes de la PAVN pour reprendre la base. À 8 heures, conformément aux accords de paix de Paris, le cessez-le-feu entre en vigueur et les États-Unis cessent tout soutien à la Task Force Tango:135. Dans la soirée du 29 janvier, la PAVN lance une contre-attaque contre la Task Force Tango, et le lendemain, elle a réussi à couper ses lignes de communication et commence à bombarder les Marines encerclés:136. Un Landing Craft Mechanized (LCM) de la Marine de la République du Viêt Nam est détruit alors qu'il tente de ravitailler les Marines. Les Marines tentent de se dégager le 31 janvier au petit matin et les PAVN reprennent la base:136. Les pertes sud-vietnamiennes s'élèvent à 40 morts et 20 véhicules blindés détruits au cours de la bataille qui s'est déroulée entre le 28 et le 31 janvier:136. 
En 1972, le président Thiệu a finalement retiré le général Khang de la division qu'il commandait depuis février 1964, le transférant à un poste nébuleux d'" assistant spécial " sous le général Cao Văn Viên à l'état-major général interarmées et le remplaçant par le général Bui The Lan:487.

### 1975
En décembre 1974, la 147e brigade de marines remplace la 2e brigade aéroportée à l'ouest de Huế. La division de Marines elle-même retira deux bataillons de ses positions avancées au nord-ouest de Huế pour constituer une réserve plus lourde et, réduisant encore la force, envoya une compagnie de chaque bataillon à Saigon pour former la nouvelle 468e brigade de Marines pour la réserve de la JGS à compter du 1er janvier 1975. Plus tard dans le mois, les positions des Marines à Quảng Trị furent reprises par les bataillons de la Force régionale, et trois bataillons de Marines furent déplacés vers le sud dans la province de Thua Thien:139.
Début mars, la 468e brigade est déployée à Tân An, dans la province de Long An, pour renforcer les défenses des forces régionales (Regional Force - RF) et populaires (Popular Force - PF):143. 
Le 9 mars, un assaut de la PAVN soutenu par au moins 20 chars a touché le corridor de Song Bo défendu par la 147e brigade composée de cinq bataillons - les 3e, 4e, 5e et 7e de Marines et le 130e bataillon de la RF. Les attaques se poursuivent pendant deux jours et une position des Marines est perdue, mais le 4e bataillon de Marines la récupère le 11 mars. En deux jours de combats intenses, avec des pertes modérées, la 147e brigade a tué plus de 200 PAVN, détruit 2 chars et endommagé 7 autres, et capturé de nombreuses armes:155. 
Le 12 mars, le commandant du Ier Corps, le général Trưởng, reçoit l'ordre de l'EMG de retirer la division aéroportée de la ligne et de la mettre en route vers Saigon. Le déploiement devait commencer le 17 mars. Le général Trưởng appela immédiatement le général Viên pour protester contre cette décision, mais il apprit que le président Thieu avait personnellement ordonné le déploiement afin que la division aéroportée puisse participer à l'offensive pour reprendre Ban Me Thuot. Le général Viên dit au général Trưởng que, si possible, deux bataillons de la nouvelle 468e brigade de Marines et un groupe de Rangers seraient envoyés au nord pour remplacer la division aéroportée. Pour s'adapter à la perte de la division aéroportée, le général Trưởng décida de retirer la division de Marines de Quảng Trị et du nord de la province de Thua Thien et de la déplacer vers le sud pour couvrir le district de Phú Lộc et Da Nang. Le 14e groupe de Rangers se déplacera vers le nord pour relever les Marines le 13 mars. Seule une brigade de Marines, celle de Phú Lộc, resterait au nord du col de Hải Vân.
Le général Truong se rendit à Saigon le 13 mars pour participer à une réunion secrète avec le président Thiệu, le Premier ministre Trần Thiện Khiêm et le général Viên, au cours de laquelle Trưởng fut informé de l'évacuation des hauts plateaux du centre et reçut l'ordre de préparer un plan pour l'évacuation éventuelle du Ier Corps. Il fut également autorisé à retarder le départ de la 1re brigade aéroportée au 18 mars et celui du reste de la division au 31 mars. Le raisonnement de Thiệu était que Da Nang était la plus importante, mais que le reste de la région pouvait être sacrifié. Il enverrait la 468e brigade de Marines au nord pour aider à défendre Da Nang dès que la division aéroportée arriverait à Saigon. Cette division est vitale pour la défense des IIIe et IVe Corps, sans lesquels le Sud-Vietnam ne peut plus survivre:156. 
Le 14 mars, le général Trưởng rencontre le général Thi, commandant les troupes du Ier Corps dans les provinces de Quảng Trị et de Thua Thien, et le général Lan, commandant de la division, pour leur expliquer son concept de défense finale de Da Nang. Il allait retirer toutes les forces de combat dans Quang Nam et défendre Da Nang avec les 1re, 3e division et la division de Marines en ligne et la 2e 'division en réserve, mais ce déploiement serait abordé progressivement au fur et à mesure que les troupes divisionnaires seraient relevées dans les provinces de Quang Tri et Thua Thien et que le terrain dans la partie méridionale de la région serait abandonné.
Le 15 mars, le 14e groupe de Rangers devait commencer la relève de la 369e brigade de Marines dans la province de Quang Tri. Alors que la 147e brigade de Marines resterait dans la vallée de Song Bo pour la défense de Huế, la 369e brigade de Marines se déploierait dans le district de Đại Lộc dans la province de Quang Nam et relèverait la 3e brigade aéroportée en vue de son déplacement vers Saigon. Les généraux Trưởng et Thi prévoyaient un exode civil massif de Quảng Trị dès que la population verrait le départ des Marines, et il ordonna à son état-major de préparer des plans d'aide aux réfugiés.
La 258e brigade de Marines se retire de Quang Tri pour relever la brigade aéroportée dans le sud de Thua Thien le 17 mars. Le 18 mars, le poste de commandement de la division des Marines est installé à l'aéroport de Marble Mountain (Marble Mountain Air Facility), au sud-est de Da Nang, tandis que la 2e brigade aéroportée se déplace vers les docks de Da Nang pour être expédiée à Saigon:157
Le 18 mars, le Premier ministre Khiêm s'envole pour Da Nang afin de rencontrer le général Trưởng et l'informe qu'en raison des attaques menées ailleurs, aucune troupe supplémentaire ne sera envoyée au 1er corps d'armée ; la 468e brigade de Marines promise restera pour la défense de Saigon:158. 
Le 19 mars, lors de réunions à Saigon avec le président Thiệu, le général Trưởng reçut l'ordre d'arrêter l'évacuation de Hué et de défendre les enclaves de Huế, Da Nang, Chu Lai et Quang Ngai. Il pouvait, s'il y était contraint, se rendre à Chu Lai et à Quang Ngai, mais il devait défendre Huế et Da Nang à tout prix.
Lorsque le général Truong retourna à son quartier général le 20 mars, il fit faire demi-tour aux batteries de 175 mm qui se déplaçaient vers Da Nang et arrêta l'évacuation des munitions de Huế. La Cité Impériale serait défendue malgré le fait que l'artillerie de la PAVN avait, le 19 mars, déjà frappé à l'intérieur de la Citadelle et que la route 1 était encombrée par le trafic de milliers de réfugiés en direction du sud. L'organisation contractuelle pour la défense de Huế, sous le commandement du général Thi, était divisée entre le commandant adjoint de la division de Marines, le colonel Tri, qui était responsable du nord de Hué, et le commandant de la 1re division, le général de brigade Nguyen Van Diem, au sud de la ville. Les avant-postes du colonel Tri se trouvaient juste à l'intérieur de la frontière Thua Thien-Quang Tri, à près de 30 km au nord-ouest de Huế. Là, sous le commandement direct du 14e groupe de Rangers, se trouvaient le 77e bataillon de Rangers, sept bataillons de la RF et une troupe de véhicules blindés de transport de troupes du 17e escadron de cavalerie blindée. Les quatre bataillons de Marines de la 147e brigade se trouvaient dans le corridor vital de Bo, à portée d'artillerie légère de la Citadelle, tandis que les 78e et 79e bataillons de Rangers se trouvaient sur des avant-postes à 10 km à l'ouest des marines. Au sud des Marines, sur les hauteurs de la Fire Support Base Lion (également appelée Nui Gio), se trouve le 51e régiment de la 1re division, avec deux de ses bataillons. La responsabilité du général Diem commence au sud-ouest de son 51e régiment, qui est rattaché au commandement du colonel Tri. Le 3e régiment d'infanterie, avec deux bataillons, occupe les hauteurs autour de la base de feu de Birmingham (Firebase Birmingham), au-dessus du Song Huu Trach, au sud de Huế. À l'est du 3e régiment d'infanterie, le 54e régiment, avec deux de ses bataillons, défend le secteur de Mo Tau, tandis que le 1er régiment d'infanterie, renforcé, étend la ligne au sud-est jusqu'à la région de Nui Bong. Le 1er régiment d'infanterie dispose, en plus de ses trois bataillons, d'un bataillon du 51e régiment, d'une compagnie de chars M48 et d'une troupe de véhicules blindés de transport de troupes. Le 15e groupe de Rangers, avec ses trois bataillons et un bataillon du 3e régiment, se retranche sur les collines surplombant la route 1 à l'ouest de la ville du district de Phú Lộc. La 258e brigade de Marines, avec deux bataillons, se trouve également près de Phú Lộc, tandis que le 914e groupe de la RF, composé de trois bataillons, garde le col de Hải Vân. 
Le matin du 21 mars, les bataillons de tête des 324B et 325e division de la PAVN, ainsi que le régiment indépendant de Tri-Thien, avec le soutien de l'artillerie lourde, attaquent les positions sud-vietnamiennes depuis le corridor de Bo jusqu'à Phú Lộc. Les attaques contre les Marines dans la vallée de Bo sont repoussées au prix de lourdes pertes pour les PAVN, mais le secteur de Phú Lộc, qui subit le plus gros de l'attaque, commence à s'effondrer. Dans la zone du 1er régiment de l'ARVN, le 18e régiment de la 325e division de la PAVN, soutenu par le 98e régiment d'artillerie, s'empare de la colline 350 et se lance à l'assaut de Nui Bong. Bien que la montagne ait changé de mains trois fois cet après-midi-là, le 2e bataillon de la 1re division d'infanterie la contrôlait le 22 mars. D'autres formations du 325e, notamment le 101e régiment, forcent le 60e bataillon de Rangers du 15e groupe à quitter la colline 500 à l'ouest de Phú Lộc, et l'artillerie d'appui interdit la route 1. Un flot de réfugiés commence à s'accumuler le long de la route au nord-ouest de Phú Lộc. Dans la soirée, cependant, une voie est ouverte à la circulation vers Da Nang:159. 
Le 23 mars, le 913e groupe des forces régionales sur la ligne My Chanh au nord de Huế se retire sans ordre et ils refusent de s'arrêter à la prochaine position de retardement près de la ville du district de Phong Dien. Le retrait du 913e provoque une certaine panique parmi les autres forces et une déroute générale s'installe. Les officiers du 1er corps d'armée tentent de rallier les troupes à la rivière Bo. La désertion massive n'était pas motivée par la peur des PAVN mais par l'inquiétude des soldats pour la sécurité de leurs familles à Huế.
Le 24 mars, après avoir reçu le rapport sur l'effondrement de la ligne My Chanh, le général Trưởng rencontra ses commandants, le général Thi, le général de division Lan, le général de division Hoang Van Lac (commandant adjoint du 1er corps d'armée) et le commandant de la 1re division aérienne, le général de brigade Nguyen Duc Khanh. Le général Lac rapporte que Da Nang est également proche de la panique, avec plus de 300 000 réfugiés qui encombrent les rues. Le 24 mars à 18h00. Le général Trưởng ordonne au général Thi de commencer l'évacuation de toutes les troupes défendant Huế. Toutes les forces au nord et à l'ouest de Huế se rassembleraient à la base de Tân Mỹ (Tân Mỹ Base), le port de Huế au nord-est de la ville, traverseraient l'étroit chenal vers Phu Thuan et marcheraient vers le sud-ouest en descendant l'île de Vinh Loc (16° 25′ 44″ N, 107° 48′ 00″ E). Traversant l'embouchure de la baie de Dam Cau Hai sur un ponton construit par les ingénieurs de l'ARVN et longeant la plage jusqu'à la route 1, ils franchiront le col de Hải Vân et poursuivront leur route vers Da Nang. Aucun camion, char ou canon ne peut effectuer cette marche ; tous doivent être mis hors d'état de nuire ou détruits. La 1re division protégerait la colonne en la bloquant dans le district de Phu Thu. Au moment où ces ordres sont donnés, ce qui reste de la population de Hué afflue vers la base de Tân Mỹ pour prendre n'importe quel bateau ou navire disponible pour quitter la province de Thua Thien. Le Ier Corps Forward, commandé par le général Thi, établit son poste de commandement à Tân Mỹ, ainsi que les postes de commandement de la division de Marines et de la 147e brigade de Marines. Le 7e bataillon de Marines s'y déploie pour sécuriser le port et les postes de commandement. La 1re division se retire du secteur Troui-Nui Bong. Le 15e groupe de Rangers, qui avait tenu la rivière Troui, se retire à la base de combat de Phu Bai avec de lourdes pertes. Le 54e régiment se retire du secteur de Mo Tau vers le Camp Eagle, au sud-est de Huế, près de la route 1. Le 3e régiment se retire de ses positions avancées sur le Son Hue Trach et se rassemble à Nam Hoa, au sud de Huế. Le 51e d'infanterie se retire et se situe juste à l'ouest de la ville tandis que le quartier général de la division et le 1er régiment, qui a subi des pertes modérées dans le secteur de Nui Bong, se trouvent aux alentours de Huế. Alors que le retrait est déjà bien entamé, le général Trưởng se retire de la ville. Le général Trưởng reçoit la visite d'une délégation d'officiers du JGS, porteurs de l'ordre de libérer immédiatement la division de Marines pour la défense de Saigon. Faisant remarquer qu'il ne pouvait défendre Da Nang sans les Marines, le général Trưởng s'y opposa. Le JGS propose d'abandonner Chu Lai et d'envoyer la 2e division à Da Nang. Le général Trưởng donna l'ordre à la 2e division, mais continua d'insister sur le fait que Da Nang ne pouvait être défendue sans la division de Marines; le temps qu'il récupère ce qui restait des 1re et 2e division, aucune d'entre elles ne serait efficace au combat:160 
Le retrait de la province de Thua Thien commence de manière plutôt ordonnée. La 258e brigade de Marines fait la jonction avec le 914e groupe de RF sur l'île de Vinh Loc pour traverser l'étroit chenal jusqu'à Loc Tri dans le district de Phú Lộc, mais le pont devant être installé par les ingénieurs de l'ARVN n'arrive jamais à destination; les bateaux du génie ont manifestement été réquisitionnés par d'autres unités militaires qui tentaient de s'enfuir. Les forces qui se retirent traversent quand même, en utilisant des bateaux de pêche locaux. Le général Trưởng survola la colonne qui descendait le long de l'île de Vinh Loc et remarqua que les seules unités apparemment disciplinées et cohérentes étaient les Marines. Le reste n'était qu'une foule. Retardée par une mer agitée le 25 mars, la 147e brigade de Marines quitte Tân Mỹ le lendemain pour Da Nang. Le 26 mars également, le bataillon de Marines de la 258e brigade qui tenait le col de Phu Gia, un court défilé sinueux situé à environ 15 km à l'est de la ville du district de Phú Lộc, fut attaqué. La PAVN s'approchant du col de Hải Vân par le nord et les bateaux de la marine vietnamienne tombant en panne plus vite qu'ils ne pouvaient être réparés, le général Trưởng arrêta le mouvement maritime des forces et de l'équipement de Huế. De plus, comme il n'avait pas été en mesure de renforcer Da Nang avec des effectifs suffisants de la 2e division, il décida de concentrer les éléments récupérables de la division des Marines à Da Nang. Cependant, la pression exercée par les PAVN sur la 3e division à l'ouest de Da Nang conduit le général Trưởng à ordonner un repli sur une ligne plus courte, à portée d'artillerie du centre de Da Nang. Les tentatives de maintien de cette ligne échouèrent car un grand nombre de soldats de la 3e division désertèrent pour sauver leurs familles. Devant l'imminence de la défaite, le général Trưởng expédia toutes les forces organisées, principalement des Marines, hors de Da Nang en direction de Saigon, puis il quitta la ville avec la plupart de son personnel ; certains d'entre eux, dont le général Truong, durent nager dans les vagues pour rejoindre la flotte de bateaux qui les secourait. Da Nang, dernière enclave de la présence sud-vietnamienne dans le 1er Corps d'armée, appartient à la PAVN à la tombée de la nuit du 30 mars:161. 
Le 2 avril, les survivants de la division de Marines débarquent à Vung Tau. Sous la direction du général de division Bui The Lan, ils furent transférés dans le camp du 4e bataillon pour y être traités et réorganisés. Au total, sur les 12 000 Marines déployés dans le 1er Corps, environ 4 000 se trouvaient à Vung Tau. Le matériel nécessaire à la réorganisation de la division se trouve dans la région de Saigon-Long Binh, mais il sera difficile de le transporter à Vung Tau. Le manque de chefs d'infanterie constitue un problème plus grave : cinq commandants de bataillon de Marines et 40 commandants de compagnie ont été tués au combat en mars et en avril. Néanmoins, la division prend rapidement forme. Une brigade composée de trois bataillons de fusiliers et d'un bataillon d'artillerie est prête à recevoir son équipement en trois jours. Dix jours plus tard, une autre brigade similaire est formée:172–3. Une brigade de Marines est chargée de la défense de Long Binh lors de la défense finale autour de Saigon:175. 
Le 19 avril, alors que la JGS ordonne le retrait de Xuân Lộc, une nouvelle ligne de défense est formée à l'est de Bien Hoa dans la ville de Trảng Bom, défendue par les restes de la 18e division, la 468e brigade de Marines et la 258e brigade de Marines reconstituée:465. À 4h00 le 27 avril, la 341e division a attaqué Trang Bom, l'attaque initiale a été repoussée mais à 8h00, les attaques sur les flancs ont percé et la ville a été capturée avec la 18e division subissant de lourdes pertes dans leur retraite. La PAVN avance ensuite jusqu'à la ville de Hố Nai (aujourd'hui Tân Hòa), tenue par les Marines:475. Hố Nai est défendue par le 6e bataillon de Marines, un char M48 du 3e blindé et les forces populaires. Après un barrage d'artillerie, les PAVN attaquèrent Hố Nai, mais furent accueillis par l'artillerie de l'ARVN, perdant 30 morts et détruisant un char T-54 avant de se retirer. Le 28 avril, la 341e attaque à nouveau avec 5 T-54 soutenus par un régiment d'infanterie, mais elle est repoussée lors de trois attaques distinctes, perdant 3 T-54 et de nombreux soldats. Le 29 avril, l'ensemble de la 341e division attaqua Hố Nai et fut à nouveau repoussée en deux heures de combat. À midi, les Marines reçurent l'ordre de se retirer pour défendre Bien Hoa et Long Binh. Le général de brigade Trần Quang Khôi, commandant de la 3e division blindée, fut chargé de défendre Bien Hoa, bien que les bombardements de la PAVN aient rendu la base inutilisable. Voyant les forces régulières quitter Hố Nai, les PAVN renouvellent leur assaut à minuit le 30 avril, mais les forces populaires de la ville ripostent et ne sont maîtrisées qu'à l'aube. Les PAVN avancent ensuite jusqu'à Bien Hoa, où ils sont accueillis par le 3e corps blindé ; c'est alors que le 4e corps des PAVN modifie l'axe de son avance vers le sud:483–5. Le matin du 30 avril, la 18e division et les Marines reçoivent l'ordre de se retirer de Long Binh sur la rive ouest de la rivière Đồng Nai, tandis que les 81e Rangers de l'ARVN tiennent la base aérienne de Bien Hoa (Bien Hoa Air Base) et que le 3e corps blindé tient Bien Hoa:488–90. Le 3e blindé se déplaçait depuis Bien Hoa pour attaquer les forces de la PAVN lorsqu'il entendit l'émission de reddition du président Dương Văn Minh et le brigadier général Khôi stoppa son avancée et dissout l'unité. Les 81e Rangers avaient abandonné la base et s'étaient déplacés à l'ouest de la rivière Đồng Nai lorsqu'ils entendirent le message de reddition et marchèrent ensuite vers Saigon pour se rendre à la PAVN:493–4.

## Unités
Unités divisionnaires
- Bataillon d'état-major
- Bataillon de soutien amphibie
- Bataillon des transmissions
- Bataillon du génie
- Bataillon médical
- Compagnie antichar
- Compagnie de police militaire

Organisation Organisation de la division de Marines de la république du Vietnam

- Compagnie de patrouille de reconnaissance à longue distance

147e brigade de Marines (Les brigades étaient numérotées d'après les bataillons qu'elles contenaient)
- 1er bataillon de Marines - "Wild Birds" (Oiseaux sauvages)
- 4e bataillon de Marines - "Killer Sharks" (Requins tueurs)
- 7e bataillon de Marines - "Grey Tigers" (Tigres gris)
- 1er bataillon d’artillerie de Marines - "Lightning Fire" (Tir foudroyant)

258e brigade de Marines
- 2e bataillon de Marines - "Crazy Buffaloes" (Buffles fous)
- 5e bataillon de Marines - "Black Dragons" (Dragons Noirs)
- 8e bataillon de Marines - "Sea Eagles" (Aigles de mer)
- 2e bataillon d'artillerie de Marines - "Divine Arrows" (Flèches divines)

369e brigade des Marines
- 3e bataillon de Marines - "Sea Wolves" (Loups de mer)
- 6e bataillon de Marines - "Divine Hawks" (Faucons Divins)
- 9e bataillon de Marines - "Ferocious Tigers" (Tigres Féroces)
- 3e bataillon d'Artillerie de Marines - "Divine Crossbows" (Arbalètes Divines)

468e brigade de Marines (formée en décembre 1974)
- 14e bataillon de Marines
- 16e bataillon de Marines
- 18e bataillon de Marines
- 4e bataillon d'artillerie de Marines - "Tan Lap"

## Commandants
- Major Lê Quang Mỹ (août 1954 - octobre 1954)
- Lieutenant-colonel Lê Quang Trọng (octobre 1954 - janvier 1956)
- Major Phạm Văn Liễu (janvier 1956 - août 1956)
- Vice-capitaine Bùi Phó Chí (août 1956 - octobre 1956)
- Major Lê Như Hùng (octobre 1956 - mai 1960)
- Major Le Nguyen Khang (mai 1960 - novembre 1963)
- Lieutenant-colonel Nguyễn Bá Liên (novembre 1963 - février 1964)
- Lieutenant général Le Nguyen Khang (février 1964 - mai 1972)
- Général de brigade Bùi Thế Lân (mai 1972 - avril 1975)

## Équipements
En général, les armes et l'équipement personnel de la VNMC ont été principalement (sinon entièrement) fournis par le United States Marine Corps pendant la guerre. Cependant, certains équipements ont également été acheminés depuis l'armée de terre. La VNMC disposait rarement d'un équipement d'origine RVN, car l'unité était conseillée par les États-Unis. Cependant, leur uniforme de camouflage Tigerstripe était considéré comme authentique et est toujours un objet de collection de grande valeur.
- 75 mm howitzer
- 105 mm cannon
- M1917 revolver
- M1911A1, pistolet
- M1903A3 Springfield, fusil
- M1 Garand, fusil
- M1, M1A1, & M2 Carbine, carabine
- M3 Grease gun, pistolet-mitrailleur
- Thompson submachine gun, pistolet-mitrailleur
- CAR-15
- M16, fusil
- M60 machine gun, mitrailleuse
- M1918A2, fusil-mitrailleur
- M1917 Browning machine gun, mitrailleuse
- M1919 Browning machine gun, mitrailleuse
- Browning M2HB .50cal Heavy Machine Gun, mitrailleuse
- Mark 2 Fragmentation Hand/Rifle Grenade
- M61 Fragmentation Hand Grenade
- M79 Grenade Launcher
- M72 LAW
- M113 armored vehicle

## Source
- (en) Cet article est partiellement ou en totalité issu de l’article de Wikipédia en anglais intitulé « Republic of Vietnam Marine Division » (voir la liste des auteurs).